# Trichostomum muticum
Trichostomum muticum là một loài rêu trong họ Pottiaceae. Loài này được Paris mô tả khoa học đầu tiên năm 1898.